# کاپیتان صاعقه
کاپیتان صاعقه (انگلیسی: Captain Thunderbolt؛ ۱۸۳۵ – ۲۵ مه ۱۸۷۰) با نام اصلی فردریک وودوارس وارد، یکی از مشهورترین جنگل‌نشینان استرالیایی بود که توانست از تبعیدگاه و زندان جزیرهٔ کوکاتو بگریزد. وی در عین حال در میان عامه به جنگل‌نشین جنتلمن نیز شهره بود. در تاریخ استرالیا او تنها جنگل‌نشینی است که مدت زمان مدیدی مقاومت کرد و به زندگی جنگل‌نشینی پرداخت.

## نگارخانه

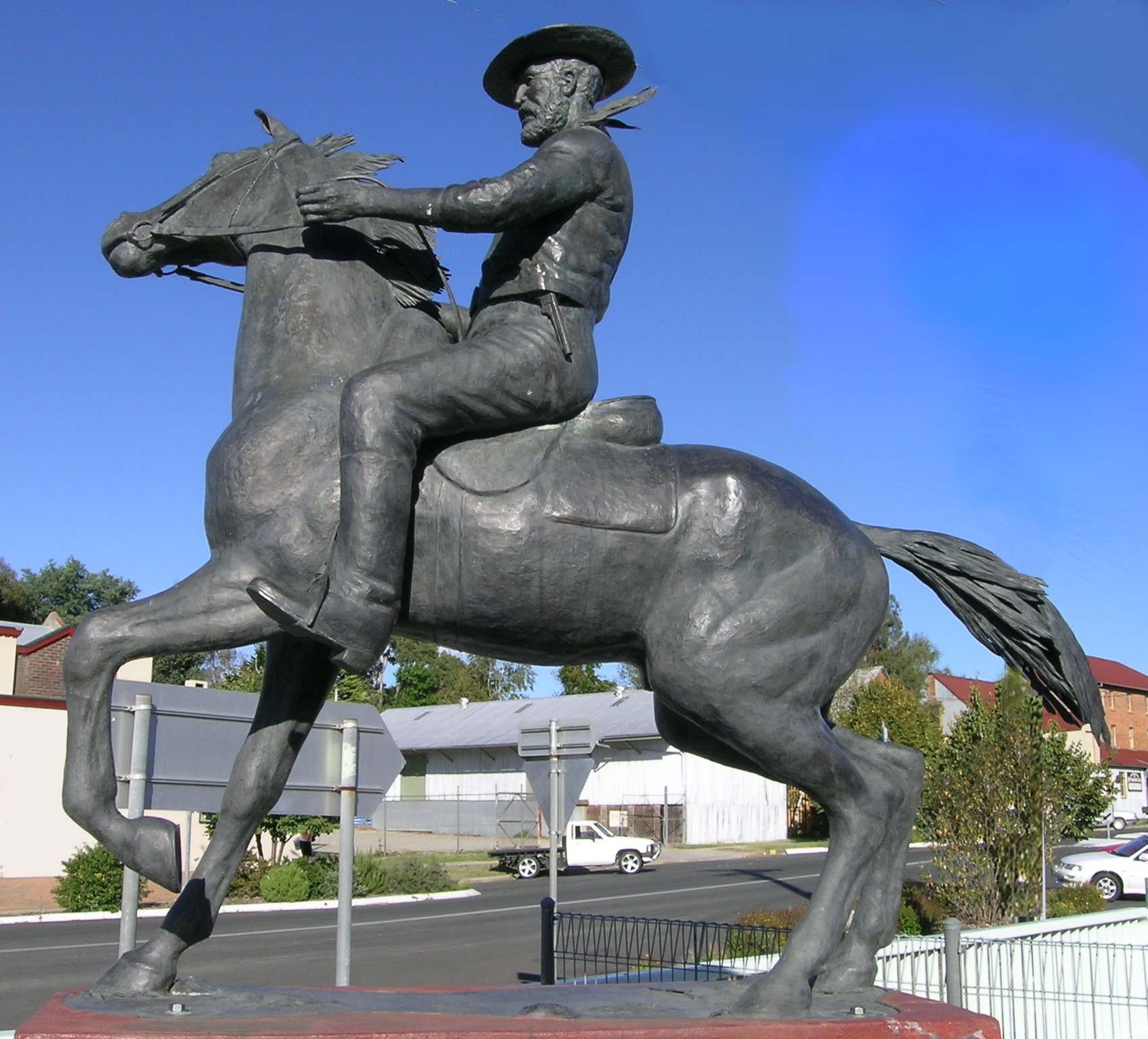
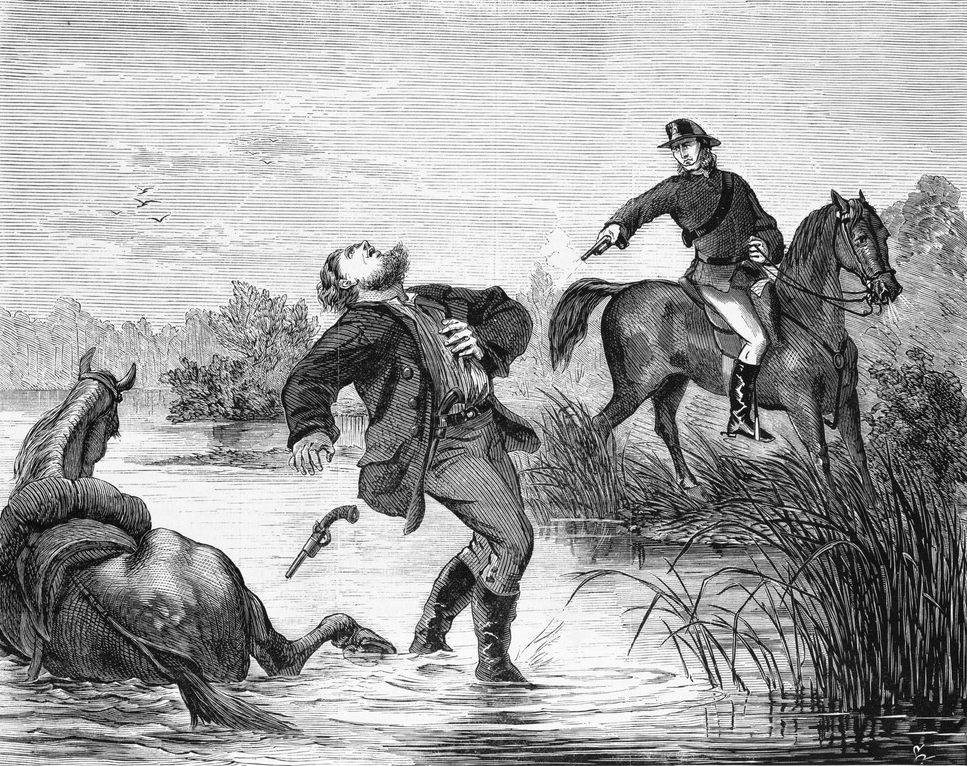
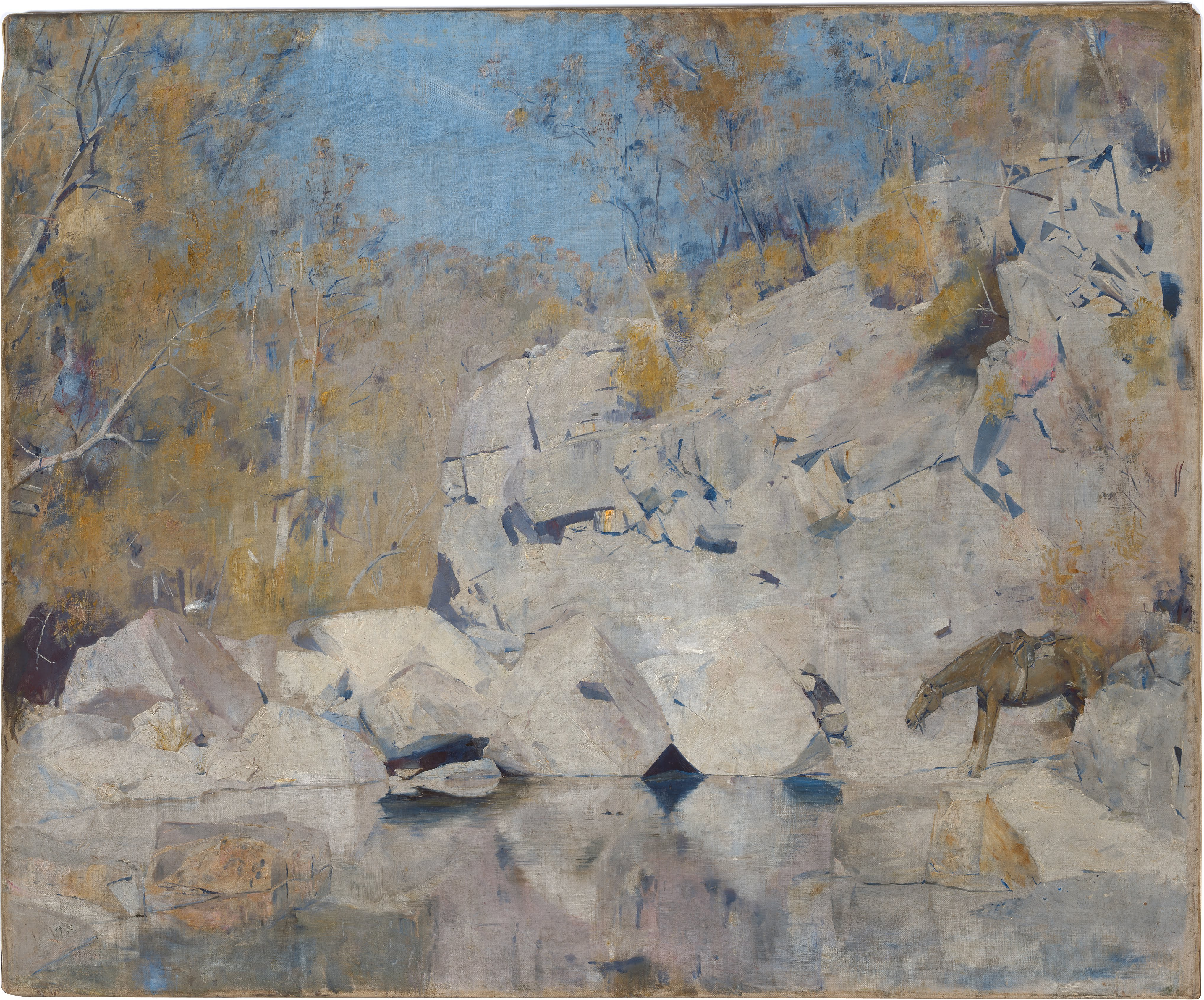